# Notiphila pollinosa
Notiphila pollinosa är en tvåvingeart som beskrevs av Nina Krivosheina 1998. Notiphila pollinosa ingår i släktet Notiphila och familjen vattenflugor. Arten har ej påträffats i Sverige. Inga underarter finns listade i Catalogue of Life.